# Iglesia de Nuestra Señora de los Dolores (Isla Cristina)
La Parroquia de Nuestra Señora de los Dolores es un templo católico situado en la localidad de Isla Cristina.

## Historia
La primitiva capilla de Isla Cristina fue una barraca consagrada en 1757. Desde el principio se veneró en ella un cuadro de la Virgen de los Dolores, que fue declarada patrona de la ciudad en 1819. Para entonces ya se había construido un templo de material, levantado entre 1776 y 1779, que fue erigido como parroquia el 7 de enero de 1823.
El actual edificio se empezó a construir en 1942 según planos de Alberto Balbontín de Orta y Antonio Delgado Roig. Lo bendijo el primer obispo de Huelva, Pedro Cantero Cuadrado, en diciembre de 1954. Su sucesor, José María García Lahiguera, bendijo la torre, acabada en 1968.

## Descripción
El edificio es de estilo neobarroco, con detalles neomudéjares. Su fachada principal muestra al exterior la distribución en tres naves, separadas por dos grandes pilastras que sustentan un frontón triangular. Presenta tres azulejos con las imágenes de la Virgen de los Dolores, del Rosario y del Carmen. Por el lado del Evangelio se le adosa la torre, con dos cuerpos de campanas de tamaño decreciente, con dos vanos de medio punto el inferior y solo uno el superior.
En el interior, arcos de herradura apeados en pilares separan las tres naves. Son recorridas por un zócalo de azulejería de Cerámica Santa Ana colocado en 1968.
La capilla mayor presenta un retablo de Guillermo Riego, de 1957. En su hornacina central está la Virgen de los Dolores. La esculpió Sebastián Santos en 1937 para sustituir a la de Juan de Astorga destruida en la Guerra Civil. En el ático del retablo aparece un Niño Jesús sobre nube de querubines de José Sanjuán.
La nave del Evangelio está presidida por el retablo de la Hermandad del Cautivo. El Señor Cautivo y la Virgen de la Paz fueron esculpidos por José Vázquez Sánchez en 1943 y 1947. San Juan fue tallado por Francisco Zamudio en 1988.
Al crucero se abre la capilla sacramental, cubierta por bóveda con decoración de yeserías. La preside un Sagrado Corazón de Antonio Castillo Lastrucci. El sagrario fue cincelado por Manuel Gabella en 1957.
En la misma nave está el retablo de la Hermandad del Santo Entierro, con columnas salomónicas. El conjunto de la Piedad es de los talleres de Arte Cristiano de Olot, mientras que el Cristo Yacente fue tallado por José Planes en 1957.
A los pies de la nave está la capilla del Perpetuo Socorro con una pintura de esta advocación. Sobre la mesa de altar está expuesta la Virgen del Rosario, imagen rehecha tras la Guerra Civil por Antonio Infantes Reina aprovechando la mascarilla de la primitiva imagen del siglo XVIII.
La nave de la Epístola tiene en su cabecera el altar del simpecado de la Virgen del Rocío. Junto a él, un retablo neoclásico acoge al Cristo de la Vida. José Sanjuán lo compuso en 1950 adaptando una cabeza decimonónica a nuevo cuerpo. Figuran en esta nave también los altares de la Virgen de Fátima y la Virgen de la Soledad. Esta última es una talla de autor anónimo malagueño del siglo XVIII, donada a la parroquia en 1967.